# Länsväg 132
Länsväg 132 går från Huskvarna till Bredestad strax öster om Aneby, där den ansluter till riksväg 32 mellan Eksjö och Tranås. Vägen passerar orterna Lekeryd, Järsnäs, Knohult och Sund och har en längd av cirka 40 km. Från Huskvarna når man först den del som fått namnet Ådalsvägen och som slingrar sig upp längs Huskvarnaåns ravin med dess branta bergssidor. Hela sträckan ligger i Jönköpings län.

## Historia
Vägen Huskvarna–Aneby gavs ett skyltat nummer år 1985. Numret 132 flyttades då till denna väg efter att 1945-1985 använts för vägen Huskvarna–Gripenberg längre norrut.